# That’s So True
«That’s So True» — песня американской певицы Грэйси Абрамс. Она была выпущена на лейбле Interscope Records 6 ноября 2024 года в качестве первого сингла делюкс-издания её второго студийного альбома The Secret of Us (2024). Абрамс написала песню вместе с часто сотрудничающей с ней Одри Хоберт, а продюсированием занимались первая, Аарон Десснер и Джулиан Бунетта. Песня «That’s So True» возглавила чарты в Австралии, Ирландии и Великобритании, а также вошла в первую десятку чартов в Австрии, Канаде, Нидерландах, Новой Зеландии, Норвегии и США.

## История
21 июня 2024 года Абрамс выпустила свой второй студийный альбом The Secret of Us, самый коммерчески успешный на сегодняшний день. После выхода сингла «I Love You, I’m Sorry» 11 октября Абрамс анонсировала делюкс-версию альбома с четырьмя дополнительными треками и тремя концертными записями всего за три дня до его выхода 18 октября.
Дата релиза совпала с началом заключительных гастролей Тейлор Свифт в рамках тура The Eras Tour, во всех из которых Абрамс выступает в качестве открывающего артиста и включает «That’s So True» в качестве четвёртой песни. Ранее она впервые исполнила песню во время собственного тура The Secret of Us Tour 9 сентября в Лос-Анджелесе.

## Коммерческий успех
Вскоре после выхода песня впервые в карьере певицы вошла в топ-10 Billboard Hot 100, а также достигла вершины чартов в Австралии, Ирландии и Великобритании. В британском чарте UK Singles Chart она лидировала 5 недель подряд.
Трек дебютировал в Hot 100 на 44-й строчке чарта 2 ноября, а затем поднимался до 25-й и 13-й строчек. До этого она дважды попадала в топ-40: «Us.» с участием Тейлор Свифт (№ 36, июль) и «I Love You, I’m Sorry» (№ 19, октябрь). Одновременно с этим песня «That’s So True» поднялась на первое место в чарте стриминговых песен Streaming Songs, став там первым чарттоппером Абрамс.

## Чарты
| Чарт (2024)                         | Высшая позиция |
| ----------------------------------- | -------------- |
| Австралия (ARIA)                    | 1              |
| Австрия (Ö3 Austria Top 40)         | 5              |
| Бельгия/Фландрия (Ultratop 50)      | 11             |
| Канада (Billboard Canadian Hot 100) | 2              |
| Чехия (Singles Digitál Top 100)     | 16             |
| Дания (Tracklisten)                 | 20             |
| Эстония (Airplay, TopHit)           | 65             |
| Финляндия (Suomen virallinen lista) | 30             |
| Франция (SNEP)                      | 91             |
| Германия (GfK)                      | 4              |
| Мир (Billboard Global 200)          | 4              |
| Греция (IFPI)                       | 61             |
| Ирландия (IRMA)                     | 1              |
| Италия (FIMI)                       | 85             |
| Латвия (LaIPA)                      | 18             |
| Литва (AGATA)                       | 22             |
| Люксембург (Billboard)              | 16             |
| Малайзия (Billboard Malaysia Songs) | 24             |
| Нидерланды (Dutch Top 40)           | 35             |
| Нидерланды (Single Top 100)         | 3              |
| Новая Зеландия (Recorded Music NZ)  | 2              |
| Норвегия (VG-lista)                 | 2              |
| Сингапур (RIAS)                     | 6              |
| Швеция (Sverigetopplistan)          | 4              |
| Швейцария (Schweizer Hitparade)     | 2              |
| Великобритания (OCC UK Singles)     | 1              |
| США (Billboard Hot 100)             | 6              |
| США (Streaming Songs, Billboard)    | 1              |

## Сертификации
| Регион                                                                      | Сертификация | Продажи |
| --------------------------------------------------------------------------- | ------------ | ------- |
| Канада (Music Canada)                                                       | Золотой      | 40 000  |
| Новая Зеландия (RMNZ)                                                       | Золотой      | 15 000  |
| Великобритания (BPI)                                                        | Серебряный   | 200 000 |
| Данные о продажах + прослушиваниях приведены только на основе сертификации. |              |         |